# پروومایسکیی
پروومایسکیی (به روسی: Первомайський) شهری در استان خارکف در کشور اوکراین واقع شده‌است. جمعیت این شهر  ۲۸,۹۸۶ نفر (۲۰۲۱ تخمینی)است.